# Bombesprængningen ved Parsons Green
Bombesprængningen ved Parsons Green var et bombeangreb, der fandt sted 15. september 2017 kl. 8.20 i et London Underground-tog ved stationen Parsons Green. Islamisk Stat tog skylden for eksplosionerne, som myndighederne efterforsker som terror.
Bomben, der sårede 30 mennesker, befandt sig i en plasticspand, der stod i en køletaske fra Lidl. Pga. en fejl gjorde den mindre skade end den kunne have gjort. Dagen efter blev en 18-årig person anholdt i Dover af Scotland Yard. Hændelsen betød, at de britiske myndigheder hævede trusselsniveauet til det højeste niveau, kritisk, hvilket blandt andet medførte, at der kom flere bevæbnede politibetjente og militærfolk på gaden. Den 18-årige anholdt i Dover, der var kommet til England som en uledsaget forældreløs flygtning fra Iraq, blev i marts 2018 dømt for angrebet og fik en livtidsdom.